# 青春館
青春館，是位於朝鮮平壤直轄市萬景台區域光復大街，著名美食街裡的餐館，於1989年5月「第13屆世界青年學生聯歡節（The 13th World Festival of Youth and Students）」開幕，馳名菜肴包括平壤冷麵、香肉湯飯（炎熱的三伏天之熱銷食品）、牛雜碎湯飯、炸醬麵等。亦為大同江啤酒（Taedonggang Beer）的經銷商。

## 公共交通
平壤地鐵，革新線，光復站